# Gábor Kemény (Politiker, 1830)

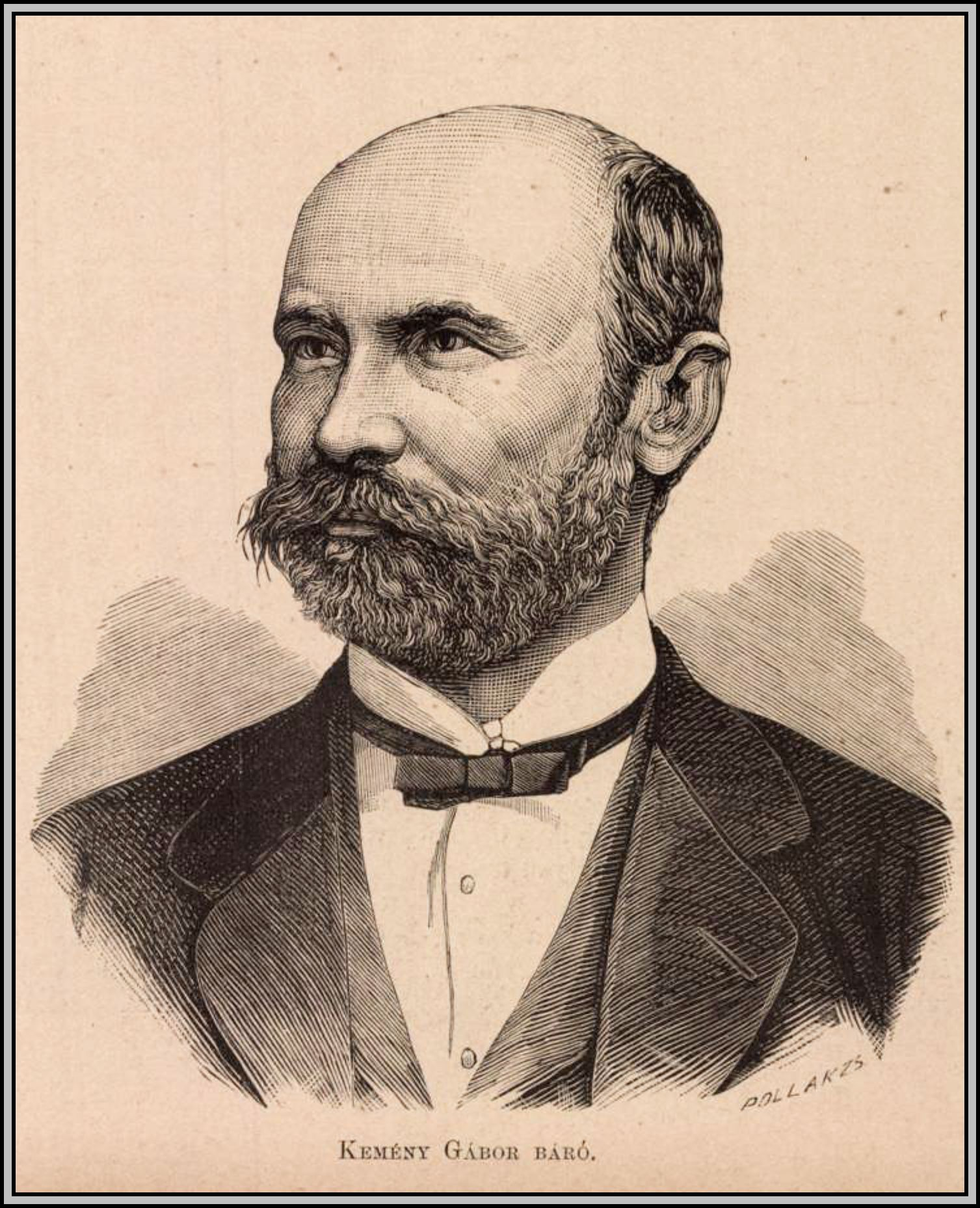
Gábor Kemény

Gábor Baron Kemény von Magyargyerőmonostor (* 9. Juli 1830 in Csombord, Komitat Alsó-Fehér; † 23. Oktober 1888 in Ajnácskő, Komitat Gömör és Kishont) war ein ungarischer Politiker und Minister.

## Leben
Kemény studierte Philosophie und Jura in Nagyenyed und besuchte nach Niederschlagung des Ungarischen Unabhängigkeitskriegs die Bergakademie in Selmecbánya, wo er Mathematik, Chemie und Physik studierte. 1852 übernahm er die Güter seiner Familie in Siebenbürgen und wurde 1863 zum korrespondierenden Mitglied der Ungarischen Akademie der Wissenschaften gewählt. Nachdem er bereits seit 1875 Staatssekretär im ungarischen Innenministerium war, ernannte ihn Kálmán Tisza 1878 zum Minister für Ackerbau, Gewerbe und Handel. Kemény übte diese Tätigkeit bis 1882 aus, als er zum Minister für öffentliche Arbeit und Communication ernannt wurde. Anschließend wurde er Reichstagsabgeordneter für den Wahlbezirk Kézdivásárhely im Komitat Háromszék.